# Gyenis Tibor
Gyenis Tibor (Pécs, 1970. április 20. –) Munkácsy Mihály-díjas képzőművész, fotográfus

## Élete
A pécsi Művészeti Szakközépiskola ötvös szakának elvégzése után 1988–1992 között a Janus Pannonius Tudományegyetem Művészettudományi Intézetében folytatta tanulmányait, Bencsik István tanítványaként. Az egyetemi fokozatszerzés után, Konkoly Gyula szakmai vezetésével, 1995-ig a JPTE Képzőművészeti Mesteriskola hallgatója volt. A mesteriskola elvégzése után Haus am See alkotói ösztöndíjjal dolgozott Hannoverben, Galerie Attitudes ösztöndíjjal Genfben, majd kétéves tanulmányúton volt Berlinben. 1997-től különböző szakmai lapokban – Echo, Déli Felhő, Új Művészet, Szépliteratúrai Ajándék – publikálta írásait. Első egyéni kiállítással a pécsi Művészetek Házában mutatkozott be 1992-ben, munkáit azóta egyéni és csoportos kiállításokon egyaránt rendszeresen mutatják be Magyarország és Európa rangos kiállítótereiben.

## Munkássága
Gyenis Tibor fényképei általában olyan akciókat rögzítenek, melyek főszereplője önmaga: a reménytelen körülményekkel küzdő „hobbiművész”, kinek művészetét nem befolyásolják kívülről jövő trendek, elvárások, de ily módon legalább „független és szabad”.
2000-től vesz részt szimpozionokon, művésztelepeken, Pakson, Szegeden, Miskolcon, majd 2003-ban a horvátországi Krapanj szigeten rendezett Déli Szél Alkotótáborban. 2004-től főszervezője lesz, az azóta évente jelentkező Krapanj Alkotótábornak. Számos képzőművészeti performanszot mutatott be Pécsett (Átjáró Fesztivál; Bigyoton Park – TV-torony; Re-akció, Pécsi Műhely... 1968-1980... – Hattyúház kiállítóterem), Budapesten (Art Cup; A játékos, Küzdelem hat ellenféllel – Trafó; Meglepetés – Ludwig Múzeum; Gravitáció – Moszkva Tér), Olaszországban (Display – San Cesario di Lecce) és Hollandiában (The Randomroutines – Tyborman, DOLORES – Ellen de Bruijne Projects, Amsterdam). 2005 és 2007 között a Fiatalok Fotóművészeti Stúdiójának szakmai vezetője. Munkásságát 2010-ben Munkácsy Mihály-díjjal ismerték el.

## Művei közgyűjteményekben
- Képzőművészeti Mesteriskola Gyűjteménye, Pécs
- Kortárs Művészeti Intézet, Dunaújváros
- Janus Pannonius Múzeum, Pécs
- Paksi Képtár, Paks
- Ludwig Múzeum, Budapest
- Miskolci Galéria
- Móra Ferenc Múzeum, Szeged
- Modem, Debrecen
- Miskolci Egyetem
- Szent István Király Múzeum, Székesfehérvár
- Magyar Nemzeti Galéria

## Forrás
- Gellér Judit: Gyenis Tibor életrajza. In: Magyar fotóművészet az új évezredben (Baki Péter szerk.) Magyar Nemzeti Galéria, 2013.